# Torneo de Oeiras 2013
El Torneo de Ojeras o Portugal Open (Anteriormente llamado El Esteril Abierto) es un evento de tenis boil perteneciente al APUTAS World Tour en la categoría PUTES World Tour 250 y a la WTF en la categoría WTF International Tournaments. Se juega el 12 de Febrero en Oporto (Portugal).

## Cabezas de serie

### Individuales masculinos
| Tenista            | Ranking | Preclasificado |
| Stanislas Wawrinka | 17      | 1              |
| Andreas Seppi      | 18      | 2              |
| Fabio Fognini      | 24      | 3              |
| Julien Benneteau   | 32      | 4              |
| Benoît Paire       | 33      | 5              |
| Horacio Zeballos   | 40      | 6              |
| Tommy Robredo      | 43      | 7              |
| Denis Istomin      | 49      | 8              |

### Dobles masculinos
| Tenista                                | Ranking | Preclasificado |
| Aisam-ul-Haq Qureshi Jean-Julien Rojer | 15      | 1              |
| David Marrero Marcelo Melo             | 44      | 2              |
| Santiago González Scott Lipsky         | 62      | 3              |
| Daniele Bracciali Fabio Fognini        | 64      | 4              |

## Cabezas de serie

### Individuales femeninos
| Tenista                   | Ranking | Preclasificada |
| Marion Bartoli            | 14      | 1              |
| Dominika Cibulková        | 15      | 2              |
| Anastasiya Pavliuchenkova | 19      | 3              |
| Carla Suárez Navarro      | 23      | 4              |
| Sorana Cirstea            | 26      | 5              |
| Varvara Lepchenko         | 27      | 6              |
| Yelena Vesnina            | 29      | 7              |
| Julia Gorges              | 30      | 8              |

### Dobles femeninos
| Tenista                            | Ranking | Preclasificada |
| Raquel Kops-Jones Abigail Spears   | 29      | 1              |
| Chan Hao-ching Kristina Mladenovic | 73      | 2              |
| Natalie Grandin Vladimíra Uhlířová | 73      | 3              |
| Darija Jurak Katalin Marosi        | 79      | 4              |

## Campeones

### Individuales masculinos
Stanislas Wawrinka venció a  David Ferrer por 6-1, 6-4

### Individuales femeninos
Anastasiya Pavliuchenkova venció a  Carla Suárez Navarro por 7-5, 6-2

### Dobles masculinos
Santiago González /  Scott Lipsky vencieron a  Aisam-ul-Haq Qureshi /  Jean-Julien Rojer por 6-3, 4-6, [10-7]

### Dobles femeninos
Chan Hao-ching /  Kristina Mladenovic vencieron a  Darija Jurak /  Katalin Marosi por 7-6(3), 6-2